# Edílson
Edílson, nome completo Edílson da Silva Ferreira (Salvador, 17 settembre 1971), è un ex calciatore brasiliano, di ruolo attaccante. Campione del mondo con la nazionale brasiliana nel 2002.
Ha segnato 170 gol in 17 anni di carriera.

## Carriera

### Club
Giocava come attaccante, e ha trascorso la sua carriera in diverse squadre brasiliane (Palmeiras, Corinthians, Flamengo e Cruzeiro le principali). Inoltre ha giocato in Portogallo, nel Benfica, in Giappone, nel Kashiwa Reysol, e negli Emirati Arabi Uniti, con l'Al-Ain. Nel 1998 ha ricevuto la Bola de Ouro come miglior giocatore del Campeonato Brasileiro.

### Nazionale
Conta 25 presenze in Nazionale brasiliana; con i verdeoro ha vinto il campionato del mondo 2002 in Giappone e Corea del Sud.

## Palmarès

### Club

#### Competizioni statali
- Campionato paulista: 3

Palmeiras: 1993, 1994
Corinthians: 1999
- Torneo Rio-San Paolo: 1

Palmeiras: 1993
Campionato Carioca: 1
Flamengo: 2001
- Copa Sul-Minas: 1

Cruzeiro: 2002
- Campionato Baiano: 1

Vitória: 2004

#### Competizioni nazionali
- Campionato brasiliano: 4

Palmeiras: 1993, 1994
Corinthians: 1998, 1999
- Coppa dei Campioni brasiliana: 1

Flamengo: 2001
- Coppa degli Emirati Arabi Uniti: 1

Al-Ain: 2005

#### Competizioni internazionali
- Coppa del mondo per club: 1

Corinthians: 2000

### Nazionale
- Campionato mondiale: 1

Corea del Sud-Giappone 2002

### Individuale
- Bola de Ouro: 1

1998
- Bola de Prata: 1

1999
- Miglior giocatore della Coppa del mondo per club FIFA: 1

2000